# Campeonato Brasileiro de Futebol Sub-17 de 2020
O Campeonato Brasileiro Sub-17 de 2020 foi a segunda edição desta competição futebolística de categoria de base organizada pela Confederação Brasileira de Futebol (CBF).
Foi disputada por 20 equipes entre os dias 11 de maio e 21 de dezembro. Athletico Paranaense e Fluminense protagonizaram a decisão. Na ocasião, o Fluminense saiu vitorioso nos dois jogos. Com esses resultados, o clube conquistou o seu primeiro título na história da competição. O feito também garantiu ao Fluminense o direito de disputar a Supercopa do Brasil contra o São Paulo, campeão da Copa do Brasil. Esta competição, por sua vez, foi vencida posteriormente pelo São Paulo.
Após a finalíssima, jogadores e integrantes da comissão técnica do Fluminense falaram sobre a conquista. O técnico Guilherme Torres valorizou a evolução da equipe ao longo do campeonato e o "espírito de garra" dos jogadores. Já o meio-campista Arthur lembrou das incertezas causadas por conta da pandemia e exaltou a união do clube.

## Formato e participantes
A CBF divulgou o regulamento e a tabela detalhada do Campeonato Brasileiro Sub-17 no dia 20 de janeiro de 2020. O torneio foi disputado no mesmo molde da temporada anterior: numa primeira fase, as 20 agremiações foram divididas em dois grupos, com dez integrantes cada. Os clubes enfrentaram os adversários de suas chaves em turno único, com os quatro primeiros classificando às quartas de final. Após isso, o torneio adotou um sistema eliminatório. Os vinte participantes desta edição foram elencados conforme a composição dos grupos:
| Grupo A - América Mineiro - Atlético Mineiro - Bahia - Botafogo - Chapecoense - Corinthians - Grêmio - Palmeiras - Sport - Vasco da Gama | Grupo B - Athletico Paranaense - Ceará - Cruzeiro - Flamengo - Fluminense - Goiás - Internacional - Santos - São Paulo - Vitória |

## Resumo
O campeonato iniciou em 11 de março. Os cinco jogos do primeiro grupo foram realizados durante a tarde e ficaram marcados pelas goleadas de Grêmio, Palmeiras e Vasco. Além desses resultados, América Mineiro, Atlético Mineiro, Chapecoense e Corinthians estrearam com empates. No mesmo dia, dois jogos do segundo grupo também foram realizados. Na ocasião, Athletico Paranaense e Goiás golearam Ceará e Vitória, respectivamente. Por sua vez, os triunfos de Flamengo, Santos e São Paulo ocorreram no dia seguinte e encerraram a primeira rodada. O campeonato deveria prosseguir normalmente; contudo, a Confederação Brasileira suspendeu todas as competições de âmbito nacional por causa da pandemia de COVID-19. Em julho, a organização divulgou o calendário atualizado, o qual previa o reinício da competição no dia 11 de outubro e término em 20 de dezembro.
O campeonato cumpriu com o planejamento e foi reiniciado no dia 11 de outubro. Na classificação do primeiro grupo, Palmeiras e Vasco disputaram a liderança obtendo dezenove pontos em oito rodadas. Na penúltima rodada, o Grêmio venceu o Corinthians e também se classificou. O resultado fez com que a equipe permanecesse na terceira posição, ainda com possibilidade de ultrapassar os lideres. O Corinthians, por sua vez, confirmou a quarta posição mesmo com a derrota e ficou com a última vaga para as quartas de finais. No segundo grupo, o embate pela liderança foi protagonizado por Fluminense e São Paulo. A agremiação carioca venceu os sete jogos que disputou após o retorno do campeonato. Por sua vez, os paulistanos obteve um revés na sexta rodada diante do Athletico Paranaense, perdendo a invencibilidade e a liderança nos saldo de gols. No dia 3 de novembro, as três equipes mencionadas venceram seus jogos da sétima rodada e garantiram a classificação para as quartas de final. A última vaga do grupo ficou com o Flamengo, que confirmou a quarta posição após um triunfo contra o Santos na penúltima rodada. A fase inicial enfim foi encerrada no dia 10 de novembro; os resultados não alteraram o posicionamento dos quatro classificados do grupo A. Em contrapartida, o segundo grupo terminou com a liderança do São Paulo, que venceu o Cruzeiro e contou com a derrota do Fluminense. Este último, por sua vez, também foi ultrapassado pelo Athletico Paranaense.
Com o término da fase inicial, o campeonato passou a ser disputado num formato eliminatório. Nas quartas de final, as equipes do segundo grupo sobressaíram-se; Athletico Paranaense e Fluminense venceram os dois jogos e eliminaram Grêmio e Vasco da Gama, respectivamente. O Flamengo, por sua vez, prosseguiu diante o Palmeiras, enquanto o São Paulo eliminou o rival Corinthians nas penalidades.
A primeira semifinal foi protagonizada por Fluminense e São Paulo, que fizeram um jogo equilibrado em Cotia. O clube mandante abriu dois gols de vantagem; contudo, o são-paulino Patrick fez um gol contra já nos acréscimos do segundo tempo. No jogo de volta, o clube carioca reverteu a desvantagem e eliminou o adversário nas cobranças por pênaltis. Na outra semifinal, Athletico Paranaense e Flamengo empataram sem gols no jogo realizado no Rio de Janeiro; contudo, o clube paranaense avançou para a decisão após vencer o segundo jogo pelo placar de 2 a 0.
No início do mês de dezembro, a CBF divulgou a tabela da final. Na ocasião, a organização determinou as datas e os locais dos confrontos: o primeiro jogo teve o estádio Luso-Brasileiro como sede, enquanto a finalíssima foi disputada na Arena da Baixada. O Fluminense venceu ambos os jogos pelo placar de 2 a 1 e conquistou o título do Campeonato Brasileiro Sub-17 de 2020. No entanto, o último jogo ficou marcado por uma confusão generalizada entre os jogadores resultou em várias agressões físicas. Após quase dez minutos paralisado, o jogo foi retomado com nove expulsões.

## Resultados
Os resultados das partidas da competição estão apresentados nos chaveamentos abaixo. A primeira fase foi disputada por pontos corridos, com os seguintes critérios de desempates sendo adotados em caso de igualdades: número de vitórias, saldo de gols, número de gols marcados, número de cartões vermelhos recebidos, número cartões amarelos recebidos e sorteio. Por outro lado, as fases eliminatórias consistiram de partidas de ida e volta, as equipes mandantes da primeira partida estão destacadas em itálico e as vencedoras do confronto, em negrito. Conforme preestabelecido no regulamento, o resultado agregado das duas partidas definiram quem avançou à final, que foi disputada por Fluminense e Athletico Paranaense e vencida pela primeira equipe, que se tornou campeã da edição.

### Fases finais
|  | Quartas de final     | Quartas de final     | Quartas de final    | Quartas de final    |       |           | Semifinais                     | Semifinais                     | Semifinais                     | Semifinais                     |  |            | Final               | Final               | Final               | Final               |  |  |
|  | 18 a 23 de novembro  | 18 a 23 de novembro  | 18 a 23 de novembro | 18 a 23 de novembro |       |           | 27 de novembro a 7 de dezembro | 27 de novembro a 7 de dezembro | 27 de novembro a 7 de dezembro | 27 de novembro a 7 de dezembro |  |            | 14 e 21 de dezembro | 14 e 21 de dezembro | 14 e 21 de dezembro | 14 e 21 de dezembro |  |  |
|  |                      |                      |                     |                     |       |           |                                |                                |                                |                                |  |            |                     |                     |                     |                     |  |  |
|  | Corinthians          | 3                    | 1                   | 4 (3)               |       |           |                                |                                |                                |                                |  |            |                     |                     |                     |                     |  |  |
|  | São Paulo (p.)       | 2                    | 2                   | 4 (4)               |       |           |                                |                                |                                |                                |  |            |                     |                     |                     |                     |  |  |
|  | São Paulo (p.)       | 2                    | 2                   | 4 (4)               |       | São Paulo | 2                              | 2                              | 4 (5)                          |                                |  |            |                     |                     |                     |                     |  |  |
|  |                      |                      |                     |                     |       | São Paulo | 2                              | 2                              | 4 (5)                          |                                |  |            |                     |                     |                     |                     |  |  |
|  |                      | Fluminense (p.)      | 1                   | 3                   | 4 (6) |           |                                |                                |                                |                                |  |            |                     |                     |                     |                     |  |  |
|  | Fluminense           | Fluminense (p.)      | 1                   | 3                   | 4 (6) | 2         | 1                              | 3                              |                                |                                |  |            |                     |                     |                     |                     |  |  |
|  | Fluminense           |                      |                     |                     |       | 2         | 1                              | 3                              |                                |                                |  |            |                     |                     |                     |                     |  |  |
|  | Vasco da Gama        | 1                    | 0                   | 1                   |       |           |                                |                                |                                |                                |  |            |                     |                     |                     |                     |  |  |
|  | Vasco da Gama        | 1                    | 0                   | 1                   |       |           |                                |                                |                                |                                |  | Fluminense | 2                   | 2                   | 4                   |                     |  |  |
|  |                      |                      |                     |                     |       |           |                                |                                |                                |                                |  | Fluminense | 2                   | 2                   | 4                   |                     |  |  |
|  |                      | Athletico Paranaense | 1                   | 1                   | 2     |           |                                |                                |                                |                                |  |            |                     |                     |                     |                     |  |  |
|  | Flamengo             | Athletico Paranaense | 1                   | 1                   | 2     | 5         | 1                              | 6                              |                                |                                |  |            |                     |                     |                     |                     |  |  |
|  | Flamengo             |                      |                     |                     |       | 5         | 1                              | 6                              |                                |                                |  |            |                     |                     |                     |                     |  |  |
|  | Palmeiras            | 2                    | 1                   | 3                   |       |           |                                |                                |                                |                                |  |            |                     |                     |                     |                     |  |  |
|  | Palmeiras            | 2                    | 1                   | 3                   |       | Flamengo  | 0                              | 0                              | 0                              |                                |  |            |                     |                     |                     |                     |  |  |
|  |                      |                      |                     |                     |       | Flamengo  | 0                              | 0                              | 0                              |                                |  |            |                     |                     |                     |                     |  |  |
|  |                      | Athletico Paranaense | 0                   | 2                   | 2     |           |                                |                                |                                |                                |  |            |                     |                     |                     |                     |  |  |
|  | Grêmio               | Athletico Paranaense | 0                   | 2                   | 2     | 1         | 0                              | 1                              |                                |                                |  |            |                     |                     |                     |                     |  |  |
|  | Grêmio               |                      |                     |                     |       | 1         | 0                              | 1                              |                                |                                |  |            |                     |                     |                     |                     |  |  |
|  | Athletico Paranaense | 2                    | 5                   | 7                   |       |           |                                |                                |                                |                                |  |            |                     |                     |                     |                     |  |  |